# 比治山貝塚
座標: 北緯34度22分50.3秒 東経132度28分25.6秒 / 北緯34.380639度 東経132.473778度

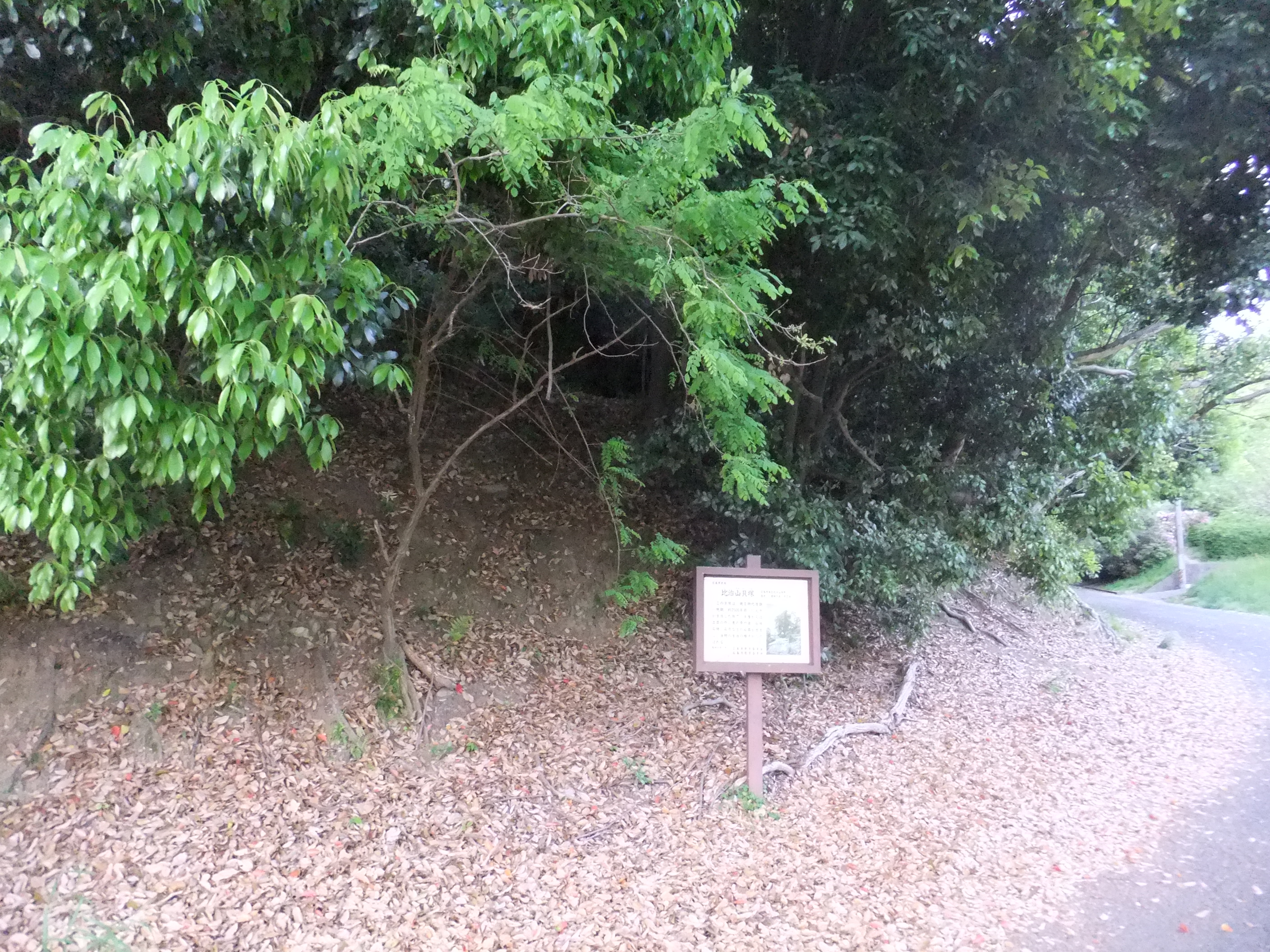
比治山貝塚

比治山貝塚（ひじやまかいづか）は、広島県広島市南区比治山にある貝塚。1950年（昭和25年）3月に県史跡指定。約2000年前の縄文後期の遺跡とされている。

## 概要

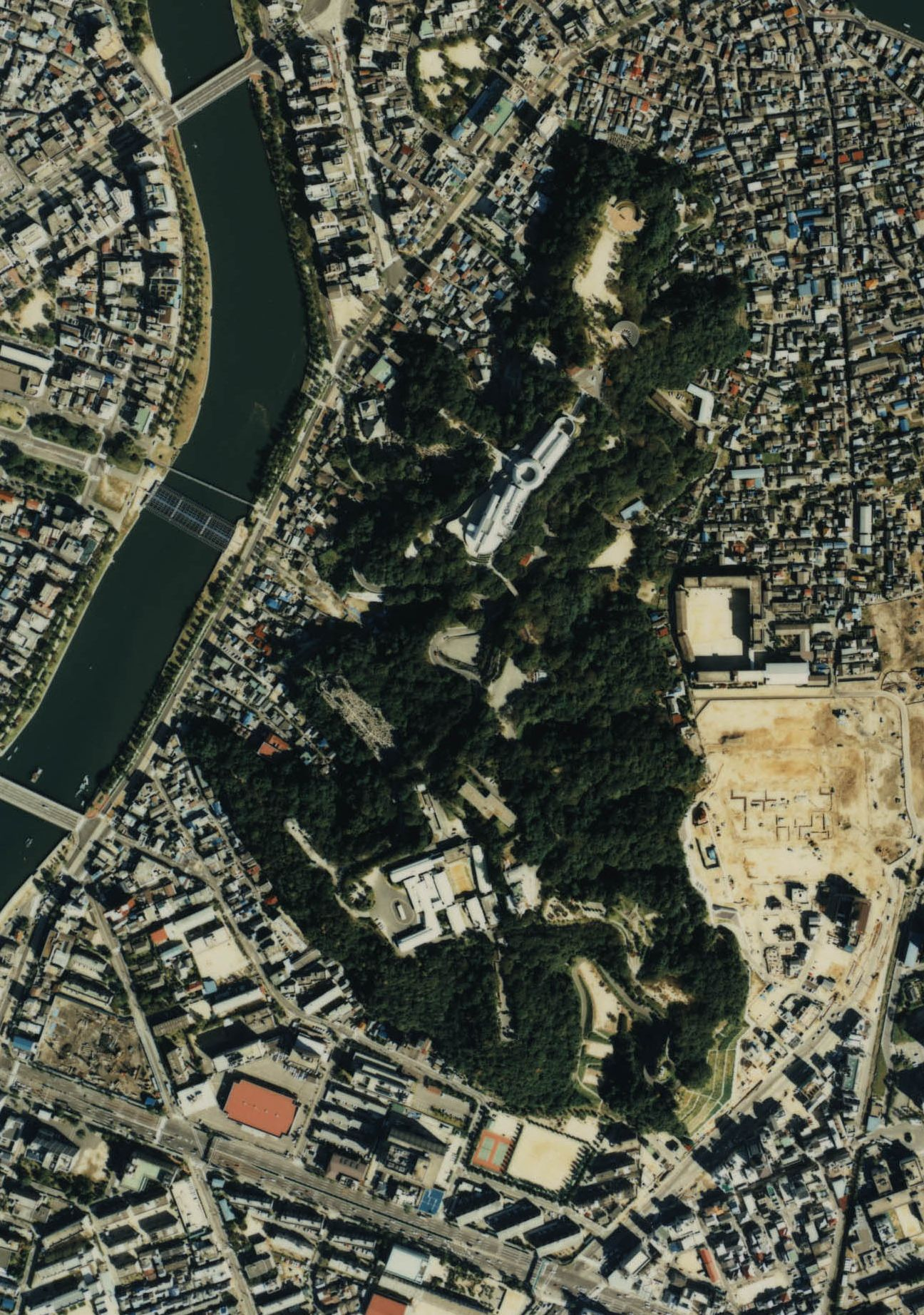
。貝塚は南東端付近に位置する。

縄文時代後期から晩期にかけての貝塚で、比治山南麓にある。広島市内では東区中山の中山貝塚とともに著名な貝塚である。
元々比治山自体は広島藩の藩有林で明治以降は国有林であった。この比治山の南側は1872年（明治5年）陸軍墓地（現在の比治山南広場）や、1899年（明治32年）広島湾要塞司令部（のちの電信第2連隊で現在の比治山本町に位置した）など明治以降は大日本帝国陸軍が接収していた。貝塚自体の存在は大正時代には確認されていたがこのために発掘調査が行うことが出来ず、この場所から最初に遺物が出土したのは1932年（昭和7年）陸軍による拡張工事の時のことであった。元々の貝塚は現在南北方向に通る道を横断するような形で広がっていたが、戦中に軍施設として拡張が行われその際に貝塚の主要部分が破壊されている。終戦後、広島大学教授の松崎寿和らが1948年（昭和23年）から発掘調査を始めている。発掘終了後、一時期はゴミ捨て場化したこともあったが、1984年（昭和59年）に案内板が整備された。
現在は、小さな案内看板が建てられている他は特に整備されておらず、貝塚自体も埋め戻されている。

## 出土
一番下が縄文土器などを含む層、その上に3つの貝層で構成されていた。大きく見て上層/下層の2つの層に分類されている。
貝殻は全体の70%がハマグリであり、上層に行くにつれアサリが減り逆にハイガイが増えるつまり濃い海水を好む貝から淡水を好む貝へと変化している。
最下層は、そこから発見された土器の文様から縄文後期のものと、一方でそれより上の層で発見された土器には縄文晩期の特徴が見られることから、この貝塚は縄文後期から晩期にかけて作られたものと考えられている。石器も出土しており、これらは四国や山口県東部で見られる安山岩で作られたものであったことから、当時その地と交流があったものと考えられている。
主な出土品は以下のとおり。
- 貝殻
  - ハマグリ
  - カキ
  - アサリ
  - シオフキガイ
  - カガミガイ
  - ハイガイ
  - アカニシ
- その他動物の骨 - シカやタイ

- 土器
  - 灰褐色磨研土器（上層から）
  - 縄文土器（下層から）
  - 同心円状の磨消縄文土器（下層から）
- 石器
  - 石錘
  - 石鏃
  - 石匙

現在、広島大学文学部文学研究科考古学研究室に保管されている。

## 立地

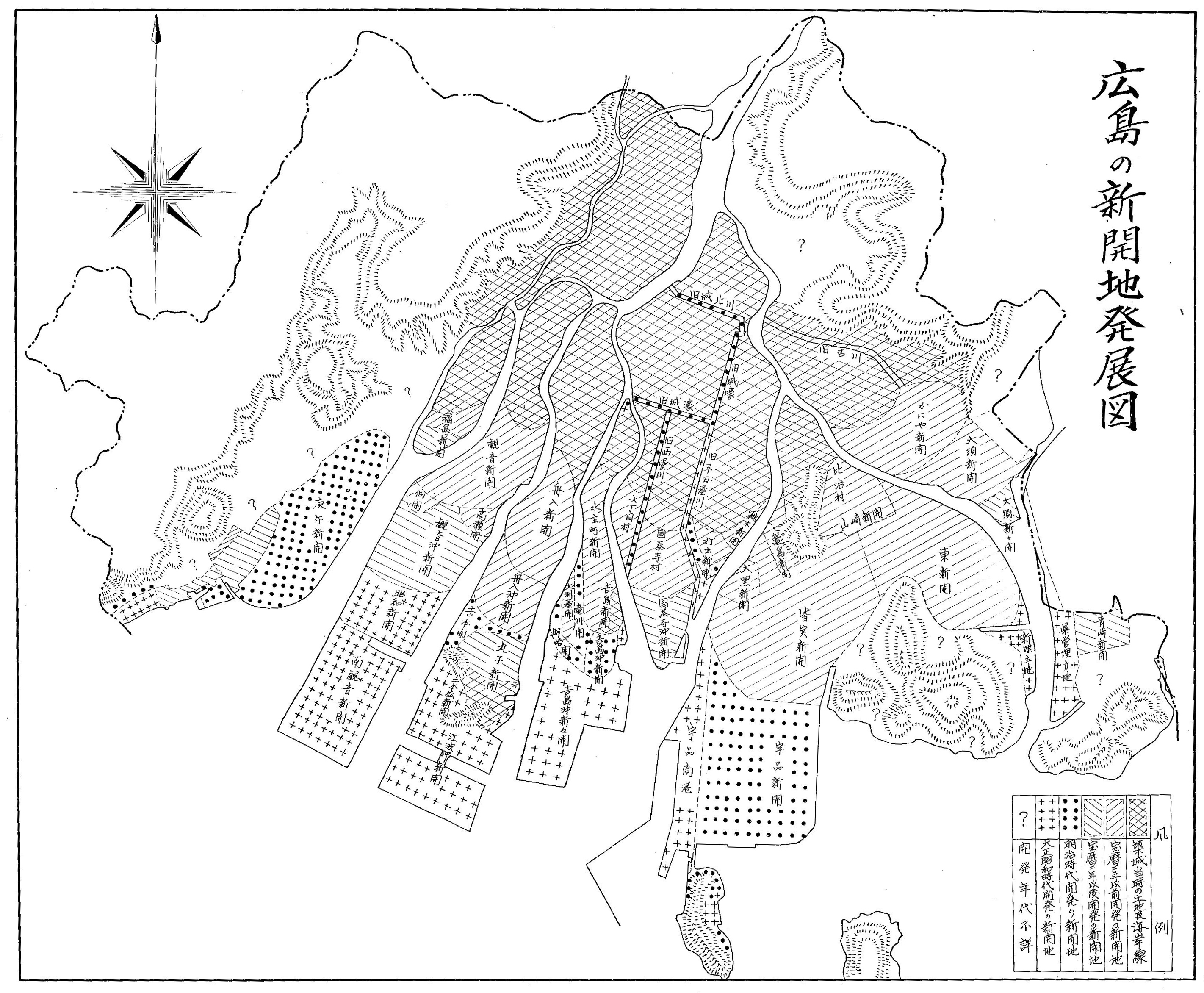
広島の新開地発展図（『概観広島市史』1955年） / 築上当時は比治山南側が海岸線で、宝暦3年（1753年）以降の開発により周辺が形成された、と表記されている。

これらと縄文時代晩期から弥生時代にかけての貝塚である中山貝塚から、いくつか考察されている。
まず、この比治山は縄文時代においては広島湾内に浮かぶ島だったということである。この比治山貝塚は海岸線付近・標高10mに位置していた。縄文後期までは完全に海だったが、縄文晩期になると太田川による土砂堆積により干潟が形成され部分的に北の本土と陸続きとなった。ここに住んでいた人類は漁や狩猟で生計を立てていた。なお比治山貝塚で弥生時代のものは出土していないが、これはこの時代になると稲作が生計の主体となったことによりそれに適した土地へ移っていたためと考えられている。
なお貝塚の南が完全に陸地となるのは広島城築城以降、江戸時代中期に行われた干拓による土地開発によるものである。

## 交通
- 「出汐町バス停」下車、徒歩5分[1]
- 広島電鉄皆実線「南区役所前停留場」下車、徒歩約15分[1]

その他比治山公園へのアクセスは比治山#アクセス参照

## 参考資料
- 『比治山をめぐる郷土誌』（段原公民館郷土誌クラブ、1985年）